# Find Your Love
Find Your Love è un brano musicale del rapper canadese Drake, pubblicata come secondo singolo dall'album Thank Me Later del 2010.
Nel brano Drake fa uso dell'Auto-Tune.
Kanye West ha ufficialmente dichiarato nel 2013, con la conferma successiva di Drake, di aver scritto e prodotto interamente e segretamente il brano, nato come scarto dall'album di West divenuto classico, 808s & Heartbreak.
Il singolo è stato accolto positivamente dalla critica. Il singolo ha ottenuto buoni riscontri di vendita in Germania, dove ha raggiunto la vetta, e negli Stati Uniti.

## Il video
Il video musicale prodotto per Find Your Love è stato diretto da Anthony Mandler, già regista di Over, e girato a Kingston, in Giamaica durante la settimana del 12 aprile 2010. Il video è stato presentato in anteprima l'11 maggio 2010 sul blog di Drake su MTV. Il video figura la partecipazione del cantante giamaicano reggae Mavado nel ruolo del capo di una gang, e della modella Maliah Michel nel ruolo dell'interesse sentimentale del protagonista.

## Tracce
CD promo Young Money - (UMG)
1. Find Your Love - 3:29

CD Single  Young Money - 0602527426570
1. Find Your Love - 3:29
2. Over - 3:56

## Classifiche

### Classifiche settimanali
| Classifica (2010)         | Posizione massima |
| ------------------------- | ----------------- |
| Austria                   | 68                |
| Belgio (Fiandre)          | 15                |
| Belgio (Vallonia)         | 21                |
| Canada                    | 10                |
| Germania                  | 65                |
| Italia                    | 40                |
| Paesi Bassi               | 85                |
| Regno Unito               | 24                |
| Repubblica Ceca           | 32                |
| Stati Uniti               | 5                 |
| Stati Uniti (R&B/Hip-Hop) | 3                 |
| Stati Uniti (Pop)         | 9                 |

### Classifiche di fine anno
| Classifica (2010)         | Posizione |
| ------------------------- | --------- |
| Canada                    | 42        |
| Regno Unito               | 171       |
| Stati Uniti               | 32        |
| Stati Uniti (R&B/Hip-Hop) | 15        |
| Stati Uniti (Pop)         | 43        |